# Liste der Monuments historiques in Bessancourt
Die Liste der Monuments historiques in Bessancourt führt die Monuments historiques in der französischen Gemeinde Bessancourt auf.

## Liste der Bauwerke
| Bezeichnung                  | Beschreibung                  | Standort | Kennzeichnung | Schutzstatus | Datum | Bild           |
| ---------------------------- | ----------------------------- | -------- | ------------- | ------------ | ----- | -------------- |
| Kirche St-Gervais-St-Protais | Erbaut ab dem 12. Jahrhundert | (Lage)   | PA00080005    | Classé       | 1921  | weitere Bilder |

## Liste der Objekte
| Bezeichnung                                                            | Beschreibung                              | Standort                                   | Kennzeichnung | Schutzstatus | Datum | Bild           |
| ---------------------------------------------------------------------- | ----------------------------------------- | ------------------------------------------ | ------------- | ------------ | ----- | -------------- |
| Bank des Kirchenvorstands                                              | Holz, 17. Jahrhundert                     | in der Kirche St-Gervais-St-Protais (Lage) | PM95000077    | Classé       | 1908  | weitere Bilder |
| Ölgemälde Die Tötung der unschuldigen Kinder                           | Erste Hälfte des 17. Jahrhunderts         | in der Kirche St-Gervais-St-Protais (Lage) | PM95001591    | Inscrit      | 1996  |                |
| 15 Bas-Reliefs                                                         | Holz, Ende des 15. Jahrhunderts           | in der Kirche St-Gervais-St-Protais (Lage) | PM95000079    | Classé       | 1976  | weitere Bilder |
| Skulptur Madonna mit Kind                                              | Holz, bemalt, teilweise 14. Jahrhundert   | in der Kirche St-Gervais-St-Protais (Lage) | PM95000853    | Classé       | 1912  | weitere Bilder |
| Skulpturengruppe mit der heiligen Anna und Maria: Unterweisung Mariens | Holz, erstes Viertel des 16. Jahrhunderts | in der Kirche St-Gervais-St-Protais (Lage) | PM95000076    | Classé       | 1908  | weitere Bilder |
| Schranke um das Taufbecken                                             | Holz, 16. Jahrhundert                     | in der Kirche St-Gervais-St-Protais (Lage) | PM95000078    | Classé       | 1912  |                |